# Вингфойлинг
Вингфойлинг, вингсерфинг или вингинг — это водный вид спорта с использованием ветра, который развился из кайтсерфинга, виндсерфинга и серфинга .   Спортсмен, стоящий на доске, держится за крыло, в котором ветер создает тягу.  При наборе скорости, доска выходит на подводное крыло за счет подъемной силы. Конструкция подводного крыла представляет из себя модель аэроплана - переднее крыло, фюзеляж и стабилизатор. Такая конструкция стала весьма успешной, используемой для всех видов досок на подводном крыле. 

## История

### Предвестники
История вингфойлинга, начинается с изобретения виндсерфинга, предшествующего технологии подводных крыльев, в 1981 году, когда авиационный инженер Джим Дрейк, тот же человек, который также изобрел виндсерфинг, и Ули Станчу, европейский пионер виндсерфинга, совместно изобрели и запатентовали первое в мире крыло. Их запатентованная концепция была использована на большой доске для виндсерфинга того времени. Крыло Дрейка теоретически было основано на симметричной форме летучей рыбы. Спустя 15 лет после того, как Дрейк изначально изобрел виндсерфинг в 1967 году, его обновленная, более новая концепция крыла отличалась тем, что оно не крепилось к доске с помощью мачты и универсального шарнира.
Вскоре после этого француз по имени Ролан Ле Бейль спроектировал похожую конструкцию крыла. В последующие годы были адаптированы новые технологии, и крылья неоднократно появлялись на рынке в различных вариантах. В 1986 году концепция крылатого аппарата с мачтой под названием Wind Weapon позволяла совершать высокие прыжки в местах с сильным ветром, но, как и первое крыло Дрейка, это была предыстория технологии гидро-крыльев, и она так и не получила широкой поддержки.
Использование крыльев не ограничивается исключительно водными видами спорта; их также используют для занятий спортом на снегу, на пляже или на суше. В качестве вех дальнейшего развития следует упомянуть другие названия, которые не прижились «Skate Sail», «Wind Skate» или «Kite Wing». Общим для большинства этих вариантов является то, что они используют жесткую раму, на котором натянута ткань, а спортсмен держить за эту раму. До нас жесткая конструкция дошла под именем «Скимбат» Skimbat или «Кайтвинг».
Все эти разработки не получили успеха на воде, причина: трение. Крылья, которые достаточно велики, чтобы двигать неповоротливую традиционную доску (включая спортсмена), должны быть большими, громоздкими и тяжелыми. Новые, легкие и эффективные надувные крылья в сочетании с подводными крыльями обеспечивают достаточную тягу, что позволяет добиться превосходных характеристик катания по воде.

### Современная форма
Тони Логос, соучредитель и дизайнер Slingshot Kiteboarding, создал первые прототипы «Slingwing» в 2011 году и использовал их на доске для ветровой гидрофойловой экипировки с большим, высокоподъемным крылом в ущелье Колумбия. В марте и апреле 2018 года компания Hawaiian Flash Austin провела испытания ручных крыльев размером 3,5 м2 и 4 м2 на SUPfoil в Мауи . Вдохновленный успехом Флэша, Кен Виннер снова начал работать над надувными крыльями, и так родился тот вид спорта, который мы знаем сейчас. Весной 2019 года компания Duotone начала продавать надувное крыло, разработанное Кеном Виннером  С лета 2019 года Robby Naish и другие производители кайтсерфинга предлагают надувные крылья. Пит Кабринья, победитель чемпионата мира по вейв-парусному спорту 1985 года, экспериментировал с крыльями, фойлами и кайтами и стал пионером спорта вингфойлинг и кайтбординга.

## Конструкция
Молодой вид спорта еще только развивается. Вначале старые модели крыльев часто растягивались и удерживались с помощью лат, но развитие кайтбординга сильно повлияло на конструкцию крыла: крыло изготавливается из легкой ткани для воздушного змея, которая растягивается с помощью надувного трубчатого скелета. Некоторые бренды используют ручки из ремней, а другие используют ручки или гики из алюминия или углеродного волокна.

## Варианты использования
В отличие от других видов спорта, крыло не привязано к доске: его можно использовать во время катания на доске для серфинга, кайтборде или доске для гребли стоя, а также в сочетании со скейтбордом, сноубордом или даже на роликовых коньках . Особой популярностью пользуется вингсерфинг на досках, оснащенных фойлом, поскольку с небольшими крыльями можно глиссировать со скоростью около 8 узлов. Крылья бывают разных размеров; обычно самые маленькие имеют площадь около 2,2 м², а самые большие — около 9 м².

## Организация
Компании, занимающиеся винг-серфингом, основали организацию для этого вида спорта под названием Global Wingsports Association (GWA).  Они организовали мировой тур, который начался в 2021 году. Существует четыре дисциплины: серф-фристайл, вейв, фрифлай-слалом (гоночный) и биг-эйр(прыжки в высоту).